# Proglumetacin
Proglumetacin (thường là muối maleate, tên thương mại Afloxan, Protaxon and Proxil) là một thuốc chống viêm non-steroid. Proglumetacin trong cơ thể sẽ chuyển hóa thành indometacin và proglumide, là một thuốc có tác dụng chống kích thích bài tiết giúp bảo vệ tổn thương niêm mạc dạ dày.

## Chế phẩm
- Thuốc mỡ: tuýp 30 g
- Viên nén: 150 mg x 50 viên, 500 viên
- Viên nén: 30 mg x 30 viên, 50 viên

## Chỉ định
- Đau khớp: trong viêm khớp, thoái hóa khớp, viêm khớp dạng thấp.
- Thấp khớp: thấp khớp mãn tiến triển, thấp khớp cấp, viêm cột sống, bệnh gout cấp.
- Chấn thương: bong gân, dập cơ, bầm cơ, giảm đau trong rách cơ, gãy xương, sau phẫu thuật tạo hình.
- Rối loạn cận khớp & cận mạch: viêm quanh khớp, viêm bao xơ, viêm cơ, viêm màng hoạt dịch, cứng cổ, đau rễ thần kinh, viêm rễ thần kinh, đau lưng, đau thần kinh tọa, viêm mô mềm, viêm tắc tĩnh mạch.
- Khoa TMH: viêm tai, viêm xoang, viêm mũi họng, viêm lưỡi, viêm xương chũm.

## Liều lượng
- Viên nén: Điều trị khởi đầu: 300–600 mg/ngày, chia 2 lần trong bữa ăn trong vòng 2 tuần hoặc nhiều hơn nếu cần. Trường hợp nặng: có thể tăng lên 900 mg/ngày, chia làm 3 lần. Duy trì: 300–450 mg/ngày.
- Thuốc mỡ: Dùng tại chỗ xoa 1 lớp mỏng lên vùng da bị đau 2-3 lần/ngày.